# Nidadavole
Nidadavole là một thành phố và khu đô thị của quận West Godavari thuộc bang Andhra Pradesh, Ấn Độ.

## Địa lý
Nidadavole có vị trí 16°55′B 81°40′Đ / 16,92°B 81,67°Đ Nó có độ cao trung bình là 12 mét (39 feet).

## Nhân khẩu
Theo điều tra dân số năm 2001 của Ấn Độ, Nidadavole có dân số 43.211 người. Phái nam chiếm 49% tổng số dân và phái nữ chiếm 51%. Nidadavole có tỷ lệ 72% biết đọc biết viết, cao hơn tỷ lệ trung bình toàn quốc là 59,5%: tỷ lệ cho phái nam là 76%, và tỷ lệ cho phái nữ là 68%. Tại Nidadavole, 11% dân số nhỏ hơn 6 tuổi.